# 容桂水道
容桂水道，位于中华人民共和国广东省佛山市顺德区南部，是东海水道在龙涌沙顶分流的北支，起于顺德容桂龙涌沙顶，蜿蜒向东，至顺德大良的板沙尾与李家沙水道合流汇入洪奇沥水道。河长19.5千米，河宽260～500米。水道为Ⅰ级航道，常年可通航1000吨级海轮。沿岸人口稠密，经济发达。